# Villotte-devant-Louppy
 Villotte-devant-Louppy  là một xã thuộc the tỉnh Meuse trong vùng Grand Est đông bắc nước Pháp. Xã này nằm ở khu vực có độ cao trung bình 200 mét trên mực nước biển. Dân số theo điều tra năm 1999 của INSEE là 170 người.
Thị trấn nằm bên hữu ngạn sông Fluant, sông nhánh của Chée tạo thành một phần ranh giới phía nam thị trấn.